# Cantonul Vauvert
Cantonul Vauvert este un canton din arondismentul Nîmes, departamentul Gard, regiunea Languedoc-Roussillon, Franța.

## Comune
- Aubord
- Beauvoisin
- Bernis
- Vauvert (reședință)